# Les Galapiats (mini-série)
Pour les articles homonymes, voir Les Galapiats.
Les Galapiats ou Le Trésor du Château sans nom est une mini-série franco-belgo-helvético-canadienne en huit épisodes de trente minutes, réalisée par Pierre Gaspard-Huit, principalement tournée en Belgique et diffusée à partir du 23 décembre 1969 sur la RTB, le 9 avril 1970 à la Télévision de Radio-Canada, et le 10 mai 1970 sur la deuxième chaîne de l'ORTF. Elle fut également diffusée sur Télé Luxembourg dans l’émission L'École buissonnière.
La série a connu un grand succès lors de sa première diffusion et a été éditée en DVD en 2003, rééditée en 2009.

## Synopsis
Une colonie de vacances dans l' Ardenne belge réunit six adolescents d'origine nationale et sociale différente (France, Belgique, Canada, Allemand) où ils vont vivre une série d'aventures fantastiques.
Nouveau venu au Camp vert, Jean-Loup, un jeune Parisien appartenant à une famille aisée, se lie d'amitié avec le « cow-boy » et ses amis Byloke et Lustucru. Lors d'un jeu de piste, nos vacanciers doivent trouver l'endroit où se situe un trésor : celui du "Trésor du Château sans nom". Au cours de leurs recherches, les jeunes gens font la connaissance de Franz et de Patrick ainsi que la jolie Canadienne Marion Nelligan dite Marion-des-Neiges. Ensemble, les Petits Vagabonds partiront à la découverte du trésor perdu et seront impliqués dans une série d'événements mystérieux auxquels participe une dangereuse bande de criminels qui a dévalisé une banque à Londres et tient en son pouvoir la fille du principal témoin qui a reconnu les voleurs ; ceux-ci menacent de tuer leur prisonnière si son père les dénonce...

## Origine du nom du titre
Le terme « galapiat » signifie « vaurien, voyou ». C'est un terme familier de la région grenobloise et stéphanoise.

## Distribution
- Paul Anrieu : le pompiste
- Audrey Berindey : Vanessa
- Gaëtan Bloom : Byloke
- Thierry Bourdon : Patrick
- Louis Boxus : Brantson
- Paul Clairy : le pique-niqueur
- André Daufel : M. Grantham
- Marc di Napoli : Cow-Boy
- Frédéric Latin : Pipper
- Robert Lussac : le professeur Carteret
- Georges Lycan : Mac Donnel
- Raoul de Manez : M. Grandier
- Béatrice Marcillac : Marion
- Frédéric Nery : Franz
- Philippe Normand : Jean-Loup
- Robert Party : Reingold
- Etienne Samson : le capitaine Evrard
- Francine Vendel : Mme Grandier
- Blancs-Moussis : la Confrérie Folklorique des Blancs-Moussis de Stavelot

## Fiche technique
- Titre français : Les Galapiats
- Titre belge : Le Trésor du château sans nom
- Titre canadien : The Treasure of the Castle with No Name (Le Trésor du château sans nom)
- Réalisation : Pierre Gaspard-Huit
- Scénariste : Pierre Gaspard-Huit
- Directeur de la photographie: André Zarra
- Musique : Roger Mores
- Production : Jan van Raemdonck, Gérard Vercruysse
- Société de production : Art et Cinéma
- Pays d'origine : coproduction France-Belgique-Suisse-Canada
- Langue : français
- Format : couleur
- Nombre de saisons : 1
- Nombre d'épisodes : 8
- Durée : 30 minutes
- Dates de première diffusion :
  -  Belgique : 23 décembre 1969
  -  Québec : 9 avril 1970
  -  France : 10 mai 1970

## Épisodes
1. Le Camp vert
2. Un grimoire et une énigme
3. Le Trésor des Templiers
4. L'Homme à la Land-Rover
5. L'Avion message
6. Le Pot aux roses
7. La Grande Panique
8. Le Coup de filet

## Tournage
Tournée entièrement en Belgique, en couleurs (rare pour l'époque), la série met en valeur plusieurs sites touristiques belges. Les gendarmes ne sont pas des figurants mais de vrais gendarmes qui ont prêté leur concours, accompagnés de leurs véhicules, en particulier un Minerva 4x4. Dans la scène finale, un tireur d'élite lança une grenade fumigène à plus de 40 mètres à travers une meurtrière du château de Beersel, preuve de son savoir-faire.

### Lieux de tournage
Bien que l’histoire soit supposée se dérouler à Stavelot et dans ses environs proches, le tournage a eu lieu à différents endroits :
- le camp de AEP Vacances Vivantes à Herbeumont : le Camp vert
- l'abbaye de Villers-la-Ville : le camp des Sangliers, les ruines de l'église
- le château de Vêves à Celles : l'extérieur du Château sans nom
- le château de Bouillon : l'intérieur du château
- le château de Beersel : l'intérieur du château, scène finale
- les grottes de Han : les grottes et la rivière Le Rubicon
- la Baraque Michel : l'ancienne tour géodésique, aujourd'hui disparue, a été utilisée pour lancer l'avion téléguidé
- les Hautes-Fagnes : les marécages où se produit l'enlisement de Reingold
- Stavelot : la ville près du Camp vert
- Freÿr : le domaine, le parc et le château

## Diffusion internationale
- France et Belgique : Le Trésor du château sans nom
- Pays-Bas : De schat van het kasteel zonder naam
- Italie : Il tesoro del castello senza nome
- Portugal : Os Pequenos Vagabundos
- Canada : The Treasure of the Castle with No Name

## Adaptation littéraire
- 1970 : Le Trésor du château sans nom - Les Galapiats de Pierre Gaspard-Huit. Illustrations de François Batet, éditions Hachette, collection « Bibliothèque verte » no 424, 186 p. [2]